# Metallochlora satisfacta
Metallochlora satisfacta är en fjärilsart som beskrevs av Louis Beethoven Prout 1917. Metallochlora satisfacta ingår i släktet Metallochlora och familjen mätare. Inga underarter finns listade i Catalogue of Life.